# Трутнєв Анатолій Петрович
Анатолій Петрович Трутнєв (1928 — ?) — український радянський діяч, 1-й секретар Запорізького обкому комсомолу, 2-й секретар Запорізького обкому КПУ. Депутат Верховної Ради УРСР 7-8-го скликань. Член Ревізійної комісії КПУ в березні 1971 — лютому 1976 р.

## Біографія
Освіта вища.
Член КПРС з 1952 року.
У середині 1950-х — 1959 р. — 1-й секретар Запорізького обласного комітету ЛКСМУ.
У січні 1963 — грудні 1964 року — голова Запорізької промислової обласної ради професійних спілок. У грудні 1964 — березні 1966 року — голова Запорізької обласної ради професійних спілок.
24 березня 1966 — 1971 року — 2-й секретар Запорізького обласного комітету КПУ.

## Нагороди
- орден Трудового Червоного Прапора (26.02.1958)
- ордени
- медалі